# Le Poids de l'eau
Pour plus de détails, voir Fiche technique et Distribution.
Le Poids de l'eau (The Weight of Water) est un film américano-franco-canadien réalisé par Kathryn Bigelow et sorti en 2000. Il s'agit d'une adaptation du roman du même nom d'Anita Shreve qui s'inspire d'un véritable meurtre survenu à Isles of Shoals en 1873.
Il est présenté en avant-première au festival international du film de Toronto 2000.

## Synopsis

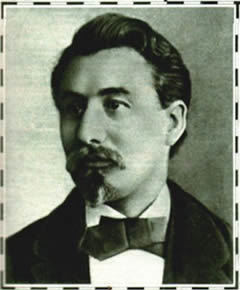
Photographie de presse de Louis H. F. Wagner en 1873

La photographe de presse Jean Janes désire faire la lumière sur un meurtre qui s'est produit en 1873 dans une île des Isles of Shoals dans le Maine. Les victimes, Karen Christensen et Anethe Christensen, étaient des immigrantes norvégiennes. Maren Hontvedt, elle aussi Norvégienne, a survécu. Louis H. F. Wagner, qui avait tenté de séduire Maren, est accusé du crime et rapidement exécuté. Jean se rend sur les lieux du crime, l'île de Smuttynose, avec son mari et poète Thomas. Ils voyagent sur un voilier appartenant au frère de Thomas, Rich. Adaline, la petite-amie de Rich, est aussi du voyage. Les recherches de Jean vont s'emmêler avec sa vie sentimentale.

## Fiche technique
Sauf indication contraire, les informations mentionnées dans cette section peuvent être confirmées par la base de données cinématographiques IMDb,  présente dans la section « Liens externes ».
- Titre original : The Weight of Water
- Titre francophone : Le Poids de l'eau
- Réalisation : Kathryn Bigelow
- Scénario : Alice Arlen et Christopher Kyle (de), d'après le roman d'Anita Shreve
- Musique : David Hirschfelder
- Direction artistique : Mark Laing
- Décors : Karl Júlíusson
- Costumes : Marit Allen
- Photographie : Adrian Biddle
- Montage : Howard E. Smith
- Production : A. Kitman Ho, Sigurjón Sighvatsson et Janet Yang

Coproducteurs : Sean Wimmer et Christopher Zimmer
Producteurs délégués : Lisa Henson et Steven-Charles Jaffe
- Sociétés de production : Studiocanal, Manifest Film Company, Palomar Pictures, Miracle Pictures, Janet Yang Productions ; en association avec Imagex et Nova Scotia Film Industry Tax Credit
- Sociétés de distribution : Lionsgate (États-Unis), BAC Films (France)
- Budget : 16 millions de dollars
- Pays de production :  États-Unis,  Canada,  France
- Langue originale : anglais
- Format : couleur
- Genre : thriller, film à énigme
- Durée : 113 minutes
- Dates de sortie[1] :
  - France : 9 septembre 2000 (avant-première au festival de Toronto)
  - France : 31 juillet 2002
  - États-Unis : 1er novembre 2002 (sortie limitée)
- Classification[2] :
  - États-Unis : R - Restricted
  - France : tous publics

## Distribution
- Elizabeth Hurley : Adaline Gunne
- Catherine McCormack : Jean Janes
- Sean Penn	: Thomas Janes
- Sarah Polley (VF : Laura Blanc) : Maren Hontvedt
- Rita Kvist : Maren, jeune
- Josh Lucas : Rich Janes
- Ciarán Hinds : Louis H. F. Wagner (en)
- Ulrich Thomsen : John Hontvedt
- Anders W. Berthelsen : Evan Christenson
- Jan Tore Kristoffersen : Evan, jeune
- Katrin Cartlidge : Karen Christenson
- Vinessa Shaw : Anethe Christenson
- Richard Donat (en) : M. Plaisted
- Adam Curry : Emil Ingerbretson
- John Maclaren (de) : Dr Parsons
- Karl Juliusson : M. Christenson

## Production
Le tournage a lieu en Nouvelle-Écosse au Canada, notamment à Halifax, ainsi que dans les Fox Baja Studios à Rosarito au Mexique.

## Distinctions
- Primé du Film and Literature Award au Film by the Sea International Film Festival pour Kathryn Bigelow.
- Nommé pour la Coquille d'or du Festival International du Film de Saint-Sébastien pour Kathryn Bigelow.